# Вальтерсгаузен
Вальтерсгаузен (нім. Waltershausen) — місто в Німеччині, розташоване в землі Тюрингія. Входить до складу району Гота.
Площа — 71,20 км2. Населення становить 12 650 ос. (станом на 31 грудня 2021).